# Яневич-Яневский, Феодосий Семёнович
Феодо́сий Семёнович Яне́вич-Яне́вский (1789 — ?) — русский государственный деятель.

## Биография
Выходец из дворян Белостокской области, католического вероисповедания.

### Служба
Учился в Волынском училище, по окончании которого, 4 (16) ноября 1809, поступил на службу в Белостокское областное правление сначала помощником переводчика, затем 4 (16) марта 1810 — переводчиком.
16 (28) января 1812 произведён в чин коллежского секретаря.
31 декабря 1813 (12 января 1814) назначен на должность переводчика правителя Белостокской области. Затем занимал должность секретаря Общего собрания областного правления.
28 августа (9 сентября) 1814 назначен секретарём Приказа общественного призрения.
22 сентября (4 октября) 1821 назначен советником Белостокского областного правления 2-й экспедиции.
В дальнейшем был произведён в чины:
- 31 декабря 1814 (12 января 1815) — титулярного советника,
- 22 августа (3 сентября) 1826 — коллежского асессора,
- 26 августа (7 сентября) 1831 — надворного советника,
- 29 января (10 февраля) 1837 — коллежского советника.

За отличную службу неоднократно награждался:
- 7 (19) октября 1811 — бриллиантовым перстнем,
- 18 (30) января 1830 — годовым жалованием в 1 тысячу рублей серебром,
- 3 (15) сентября 1835 — царским «благоволением».

Указом Николая I от 27 марта (8 апреля) 1838 был назначен на должность гродненского вице-губернатора. В резолюции Гродненского губернского правления от 8 (20) декабря 1842 записано о передаче власти губернатором Доппельмайером вице-губернатору Яневичу. Последний исполнял должность губернатора 1 год 7 месяцев.
Получил чин статского советника (вероятно, в 1843 году).

## Награды
- Орден Святой Анны 3 степени (1817).
- Орден Святого Владимира 4 степени (1819).
- Орден Святой Анны 2 степени (1827).
- Знак за XV лет беспорочной службы (1829).
- Орден Святой Анны 2 степени с короной (1832).
- Орден Святого Владимира 3 степени (1840).